# 4996 Veisberg
4996 Veisberg је астероид главног астероидног појаса са средњом удаљеношћу од Сунца која износи 2,544 астрономских јединица (АЈ).
Апсолутна магнитуда астероида је 13,2.